# Pararge occidentalis
Pararge occidentalis är en fjärilsart som beskrevs av Barend J. Lempke 1957. Pararge occidentalis ingår i släktet Pararge och familjen praktfjärilar. Inga underarter finns listade i Catalogue of Life.